# Partner (band)
Partner was een Nederlandse band uit Limburg. De band maakte vooral Amerikaans klinkende popmuziek. Ze was actief tussen 1977 en 1981. In 1978  speelde de groep op Pinkpop en op Jazz Bilzen. 
Het meest bekend werd de groep door de hit Kayuta Hill. Deze plaat werd in de winter van 1978-1979 veel gedraaid op Hilversum 3 en werd een radiohit in twee van de destijds drie hitlijsten op de nationale popzender. De plaat bereikte de 23e positie in zowel de Nederlandse Top 40 als de Nationale Hitparade. In de TROS Top 50 werd géén notering behaald, evenals in de destijds Europese hitlijst op Hilversum 3, de TROS Europarade.
Ook in België behaalde de plaat géén notering in beide Vlaamse hitlijsten.

## Bandleden
- Ab Van Goor (drums, zang)
- Bert Bessems (gitaar)
- Erwin Musper (keyboards)
- Pierre Beckers (basgitaar)

## Discografie
De albums kwamen uit bij Philips: 
- 1978: A man-size job requires a man-size meal
- 1979: On second thoughts
- 1980: The sky is the limit.

Er waren wat problemen met de hoes van het eerste muziekalbum; de daarop afgebeelde dame was volgens sommigen te schaars gekleed.
In 1979 werd een single uitgebracht met de titel Pictures. Dit nummer is verder niet op een album verschenen.

### NPO Radio 2 Top 2000
| Nummer met noteringen in de NPO Radio 2 Top 2000 | '99  | '00 | '01  | '02  | '03  | '04  | '05  |
| ------------------------------------------------ | ---- | --- | ---- | ---- | ---- | ---- | ---- |
| Kayuta Hill                                      | 1398 | -   | 1620 | 1679 | 1733 | 1738 | 1633 |

1. ↑  Een '-' betekent dat het nummer niet was genoteerd en een vetgedrukt getal geeft de hoogste notering aan.
2. ↑  Deze tabel is bijgewerkt tot en met de laatste editie (2024).